# Светий Петар (Црес)
45°05′ пн. ш. 14°21′ сх. д. / 45.09° пн. ш. 14.35° сх. д.
Светий Петар (хорв. Sveti Petar) — населений пункт у Хорватії, в Приморсько-Горанській жупанії у складі міста Црес.

## Населення
Населення за даними перепису 2011 року становило 14 осіб.
Динаміка чисельності населення поселення:

## Клімат
Середня річна температура становить 13,20 °C, середня максимальна – 25,39 °C, а середня мінімальна – 1,81 °C. Середня річна кількість опадів – 1225 мм.
| Клімат поселення                              | Клімат поселення | Клімат поселення | Клімат поселення | Клімат поселення | Клімат поселення | Клімат поселення | Клімат поселення | Клімат поселення | Клімат поселення | Клімат поселення | Клімат поселення | Клімат поселення | Клімат поселення |
| Показник                                      | Січ.             | Лют.             | Бер.             | Квіт.            | Трав.            | Черв.            | Лип.             | Серп.            | Вер.             | Жовт.            | Лист.            | Груд.            |                  |
| Середній максимум, °C                         | 8,81             | 8,25             | 10,69            | 14,26            | 19,39            | 23,54            | 25,39            | 24,87            | 20,76            | 16,42            | 11,75            | 9,48             |                  |
| Середня температура, °C                       | 5,58             | 5,04             | 7,47             | 11,02            | 16,16            | 20,31            | 22,76            | 22,23            | 18,12            | 13,78            | 9,13             | 6,86             |                  |
| Середній мінімум, °C                          | 2,36             | 1,81             | 4,23             | 7,80             | 12,94            | 17,10            | 20,12            | 19,59            | 15,47            | 11,15            | 6,48             | 4,21             |                  |
| Норма опадів, мм                              | 102              | 84               | 88               | 90               | 79               | 92               | 56               | 83               | 118              | 149              | 158              | 126              |                  |
| Середньомісячна швидкість вітру, м/с          | 3.29             | 3.46             | 3.45             | 3.24             | 2.92             | 2.77             | 2.73             | 2.79             | 2.96             | 3.28             | 3.62             | 3.58             |                  |
| Середньомісячна сонячна радіація, кДж/м²·день | 4552             | 7370             | 10696            | 15263            | 19621            | 21289            | 22767            | 19555            | 14246            | 9259             | 4948             | 3845             |                  |
| --------------------------------------------- | ---------------- | ---------------- | ---------------- | ---------------- | ---------------- | ---------------- | ---------------- | ---------------- | ---------------- | ---------------- | ---------------- | ---------------- | ---------------- |
| Джерело:                                      |                  |                  |                  |                  |                  |                  |                  |                  |                  |                  |                  |                  |                  |